# Ferdinand von Zieglauer
Ferdinand von Zieglauer (n. 28 februarie 1829, Brunico, Trentino-Tirolul de Sud, Italia – d. 28 iulie 1906, Cernăuți, Austro-Ungaria) a fost un istoric austriac, profesor la Sibiu și Cernăuți. În anii universitari 1876/77 și 1899/00 a fost rector al Universității din Cernăuți.

## Scrieri
- Über die Zeit der Entstehung des sogenannten ältesten österreichischen Landrechts, 1856.
- Harteneck, Graf der sächsischen Nation und die siebenbürgischen Parteikämpfe seiner Zeit. 1691–1703. Hermannstadt [Sibiu], 1869.
- Zur Geschichte der Kreuzcapelle in der Elisabethvorstadt von Hermannstadt. Hermannstadt [Sibiu], 1875.
- Drei Jahre aus der Rákoczy’schen Revolution in Siebenbürgen. Vom Ausbruche der Bewegung bis zur Schlacht von Sibó. Neue Folge des Archivs des Vereines für siebenbürgische Landeskunde, Bd. 8, pp. 163–283.
- Geschichte der Freimaurerloge St. Andreas zu den drei Seeblättern in Hermannstadt 1767–1790. 1876.
- Die politische Reformbewegung in Siebenbürgen zur Zeit Josefs II. und Leopolds II., 1885.
- Die Befreiung Ofens von der Türkenherrschaft 1686. Ein Beitrag zur zweihundertjährigen Gedächtnisfeier, 1886; reeditare 2012.
- Geschichtliche Bilder aus der Bukowina zur Zeit der österreichischen Occupation, 1893.
- Geschichtliche Blätter aus der Bukowina zur Zeit der österreichischen Militär-Verwaltung, 1895.
- Die Entwickelung des Schulwesens in der Bukowina seit der Vereinigung des Landes mit Österreich 1774-1899, Czernowitz [Cernăuți] 1899.